# کره جنوبی در المپیک تابستانی ۲۰۰۰
کره جنوبی در بازی‌های المپیک تابستانی ۲۰۰۰ که در شهر سیدنی استرالیا برگزار شد، کاروان کره جنوبی با ۲۸۱ ورزشکار در این رقابت‌ها شرکت کرد و موفق به کسب ۲۸ مدال (۸ طلا، ۱۰ نقره، ۱۰ برنز) شد. در جدول رتبه‌بندی توزیع مدال‌ها، کره جنوبی در ردهٔ ۱۲ مسابقات قرار گرفت.